# Юркино (Бабушкінський район)
Ю́ркино (рос. Юркино) — присілок у складі Бабушкінського району Вологодської області, Росія. Входить до складу Міньковського сільського поселення.

## Населення
Населення — 118 осіб (2010; 166 у 2002).
Національний склад (станом на 2002 рік):
- росіяни — 97 %